# Sethnajt

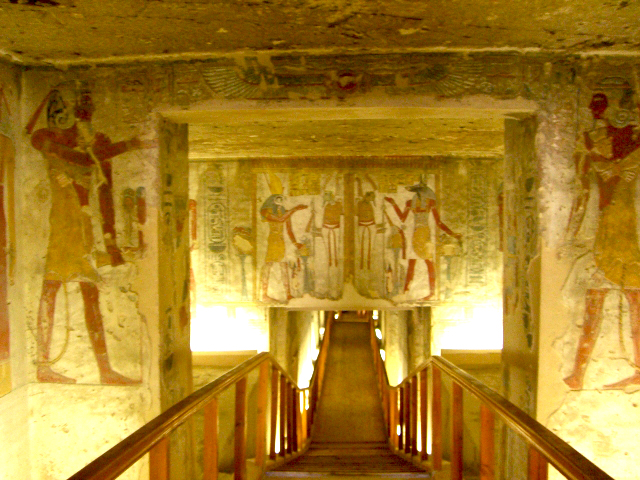
Tumba hipogéo de Tausert y Sethnajt

Userjaura-Setepenra Sethnajt-Meryamonra, o Sethnajt, fue el primer faraón de la dinastía XX, la última del Imperio Nuevo de Egipto. Reinó de c. 1186 a 1184 a. C., y su nombre de trono fue User-Jau-Ra Setep-En-Ra, «Poderosa es la manifestación de Ra, Elegido de Ra».

## Biografía

### Familia
Los orígenes de Sethnajt se desconocen, aunque algunos egiptólogos estiman que pertenecía a la extensa familia ramésida, descendiente de alguno de los numerosos hijos de Ramsés II. Parece demostrada su procedencia del Bajo Egipto, probablemente de la zona de la capital del país, Pi-Ramsés. Se estimaba su reinado en dos años, pero posteriores descubrimientos en las minas del Sinaí muestran que, al menos, gobernó tres años, los suficientes para estabilizar la frágil situación política de Egipto y vincular al trono a su hijo, el futuro Ramsés III.
Se desconocen las causas del ascenso al trono de Sethnajt, aunque el Papiro Harris I –de tiempos de Ramsés III–, expone que se vivían años vacíos en los que reinaba la anarquía, los templos estaban vacíos y todos los gobernantes eran corruptos y esclavizaban a la población. El que había provocado tan devastadora situación era, según el Papiro Harris, un sirio de nombre Iarsu, que sería finalmente derrocado por Sethnajt, encargado de poner orden y restaurar la estabilidad interna de las Dos Tierras.
Aparte de este escrito, no nos han llegado más evidencias históricas de Iarsu, y aún se cuestiona si llegó a existir o tan sólo fue un sobrenombre del canciller Bay, un poderoso hombre de estado que dominó el país a la sombra del trono del débil rey Siptah. Sin embargo, esta identificación también está cuestionada, ya que los últimos datos que existen sobre Bay se datan en el quinto año de reinado de Siptah, en los que se le llama gran enemigo y se dice que fue ejecutado. Más bien parece ser que el principal oponente de Sethnajt no fue Iarsu ni Bay (si no fueron la misma persona), sino la reina Tausert, quien asumió el gobierno a la muerte de Siptah.

### Reinado
Si bien había sido corregente de Siptah, Tausert reinó en solitario por espacio de dos años, en los que se ganó la enemistad de la clase militar de Pi-Ramsés, seguramente encabezada por Sethnajt. Ya por entonces se ve el creciente antagonismo entre ambos personajes, que quizás llevase al país a aquellos años vacíos de los que habla el Papiro Harris, claramente fechados en los reinados de Siptah y Tausert. Es posible que incluso Sethnajt se autoproclamase faraón antes de morir la reina Tausert, ya que los pocos datos que nos han llegado de esta reina-faraón parecen dar a entender que su zona de influencia no sobrepasó los límites del Alto Egipto.
Tausert pronto desapareció de escena y Sethnajt se convirtió en el indiscutible jefe del estado egipcio. Tanto él como su hijo Ramsés III persiguieron la memoria de Siptah, Bay y Tausert, culpándoles de la dramática situación que vivía el país, y se dedicaron a reparar en gran parte los daños causados al declinante imperio. Pero aparte de la reconstrucción y la vuelta a la normalidad, poco más sabemos de las líneas políticas del breve reinado de Sethnajt. Huellas de su actividad constructora nos han llegado del Sinaí, Elefantina, Pi-Ramsés, Tebas y Pi-Atum (la bíblica Pithom), donde construyó un templo al dios Atum, protector de la ciudad.

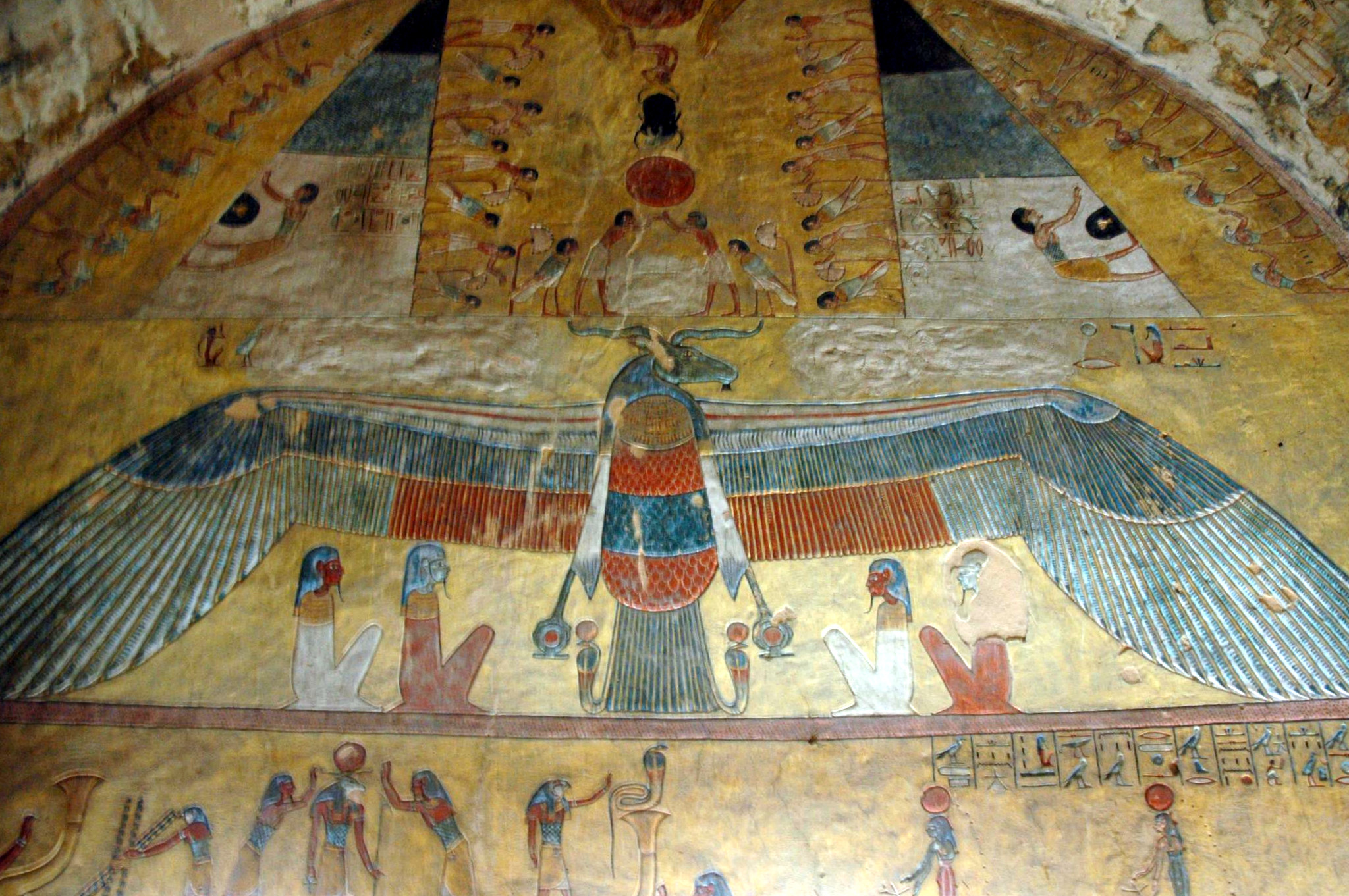
Tumba de Tausert y Sethnajt.

### Su tumba
A su muerte, Sethnajt fue enterrado en la tumba KV14 del Valle de los Reyes, en un principio destinada a su enemiga, Tausert. Antes había comenzado la construcción de otro sepulcro, KV11 (después convertido en la tumba de Ramsés III), pero los trabajos fueron suspendidos cuando, por un tremendo error de los arquitectos, se irrumpió en la abandonada tumba del rey Amenmeses, KV10, con el consecuente destrozo. Es poco probable que Sethnajt consintiera en ser enterrado con Tausert, por lo que seguramente el cuerpo de la reina-faraón sería trasladado a alguna otra parte, si es que llegó a ser enterrada en el Valle de los Reyes.

## Titulatura
| Titulatura | Jeroglífico | Transliteración (transcripción) - traducción - (referencias) |

| G5 |

| G5 |

| E2 · D40 | G36 · r | F9 · F9 | t · Z4 |

| E2 · D40 | G36 · r | F9 · F9 | t · Z4 |

| E2 · D40 | G36 · r | F9 · F9 | t · Z4 |

| E2 · D40 | G36 · r | F9 · F9 | t · Z4 |

| G5 |

| G5 |

| E2 · D40 | G36 · r | F9 · F9 | t · Z4 |

| E2 · D40 | G36 · r | F9 · F9 | t · Z4 |

| E2 · D40 | G36 · r | F9 · F9 | t · Z4 |

| E2 · D40 | G36 · r | F9 · F9 | t · Z4 |

| G16 |

| G16 |

| t | G43 | t | \| \| | A53 | N28 · D36 · Z2s | W19 |
|   |     |   |       |     |                 |     |

|  |

| t | G43 | t | \| \| | A53 | N28 · D36 · Z2s | W19 |
|   |     |   |       |     |                 |     |

|  |

| G16 |

| G16 |

| t | G43 | t | \| \| | A53 | N28 · D36 · Z2s | W19 |
|   |     |   |       |     |                 |     |

|  |

| t | G43 | t | \| \| | A53 | N28 · D36 · Z2s | W19 |
|   |     |   |       |     |                 |     |

|  |

| G8 |

| G8 |

| S42 | Aa15 · D40 | Aa1 · p · N37 | F23 | D46 · r | D40 · T10 | Z3 | Z3 | Z3 |

| S42 | Aa15 · D40 | Aa1 · p · N37 | F23 | D46 · r | D40 · T10 | Z3 | Z3 | Z3 |

| V28 | A24 | r | Z5 | i | i | Z1 | Z4 | A14 | f |

| V28 | A24 | r | Z5 | i | i | Z1 | Z4 | A14 | f |

| G8 |

| G8 |

| S42 | Aa15 · D40 | Aa1 · p · N37 | F23 | D46 · r | D40 · T10 | Z3 | Z3 | Z3 |

| S42 | Aa15 · D40 | Aa1 · p · N37 | F23 | D46 · r | D40 · T10 | Z3 | Z3 | Z3 |

| V28 | A24 | r | Z5 | i | i | Z1 | Z4 | A14 | f |

| V28 | A24 | r | Z5 | i | i | Z1 | Z4 | A14 | f |

| N5 | wsr | N28 · Z2s | N5 | U21 · n |

| N5 | wsr | N28 · Z2s | N5 | U21 · n |

| N5 | wsr | N28 · Z2s | N5 | U21 · n |

| N5 | wsr | N28 · Z2s | N5 | U21 · n |

| N5 | wsr | N28 · Z2s | N5 | U21 · n |

| N5 | wsr | N28 · Z2s | N5 | U21 · n |

| N5 | wsr | N28 · Z2s | N5 | U21 · n |

| N5 | wsr | N28 · Z2s | N5 | U21 · n |

| N5 | wsr | N28 · Z2s | N5 | U21 · n |

| N5 | wsr | N28 · Z2s | N5 | U21 · n |

| N5 | wsr | N28 · Z2s | N5 | U21 · n |

| N5 | wsr | N28 · Z2s | N5 | U21 · n |

| N5 | wsr | N28 · Z2s | N5 | U21 · n |

| N5 | wsr | N28 · Z2s | N5 | U21 · n |

| N5 | wsr | N28 · Z2s | N5 | U21 · n |

| N5 | wsr | N28 · Z2s | N5 | U21 · n |

| N5 | C12 | C7 | N36 · r | r · D40 |

| N5 | C12 | C7 | N36 · r | r · D40 |

| N5 | C12 | C7 | N36 · r | r · D40 |

| N5 | C12 | C7 | N36 · r | r · D40 |

| N5 | C12 | C7 | N36 · r | r · D40 |

| N5 | C12 | C7 | N36 · r | r · D40 |

| N5 | C12 | C7 | N36 · r | r · D40 |

| N5 | C12 | C7 | N36 · r | r · D40 |

| N5 | C12 | C7 | N36 · r | r · D40 |

| N5 | C12 | C7 | N36 · r | r · D40 |

| N5 | C12 | C7 | N36 · r | r · D40 |

| N5 | C12 | C7 | N36 · r | r · D40 |

| N5 | C12 | C7 | N36 · r | r · D40 |

| N5 | C12 | C7 | N36 · r | r · D40 |

| N5 | C12 | C7 | N36 · r | r · D40 |

| N5 | C12 | C7 | N36 · r | r · D40 |